# Guigla Katsarava
Guigla Katsarava, né à Tbilissi en 1972, est un pianiste et professeur de musique classique géorgien.

## Biographie
Guigla Katsarava commence à jouer du piano dès l'âge de cinq ans ; à onze ans, l’Orchestre philharmonique de l’État de Géorgie l'invite à interpréter le 1er concerto de Beethoven et il remporte le premier prix du concours « Jeunes musiciens de l’Union soviétique ». Sa formation musicale se déroule d'abord au conservatoire Tchaïkowsky de Moscou avec le professeur Lev Naoumov ; il reçoit alors le 1er prix de musique au 1er concours international de piano Serge Rachmaninov et se produit lors de plusieurs concerts dans les salles de Moscou telles que Tchaïkovski Concert Hall, Rachmaninov Concert Hall, parmi d'autres ainsi qu'en Union soviétique ; il sort du Conservatoire de Moscou avec la plus haute distinction honorifique : le « Diplôme rouge ».
En 1994, il intègre le Conservatoire national supérieur de musique et de danse de Paris pour finaliser son 3e cycle de perfectionnement avec Gérard Frémy tout en suivant les cours de la Hochschule für Musik Franz Liszt avec Lazar Berman.
Depuis 1997 il reçoit, outre le « Konzert-Diplom » décerné par la RFA, la médaille d’honneur au Concours international d’Épinal, le prix Carmen Sorbello au Concours international de piano William Kapell (États-Unis).
Guigla Katsarava travaille avec l’orchestre philharmonique d’Aberdeen, l’orchestre philharmonique de Iéna, l’orchestre philharmonique de Macédoine.
Il donne plusieurs concerts à Paris à l’Auditorium des Invalides, à la Salle Cortot, à la Cité de la Musique, à Reims (grand auditorium), à Weimar (Opéra), à Saintes (Le Gallia Théâtre), à Munich (Residenz), à Torun (Dworu Artusa). Il participe aux festivals de : « Radio-France Montpellier », « Saint-Omer en Musique », « Piano en Saintonge », « Les week-ends musicaux des Monts du Lyonnais », « Carmel Festival » (Israël), «Europejskie Spotkania Artystyczne» (Pologne).
Guigla Katsarava est invité à des émissions de radio et télévision telles que France Musiques : émission « Première », Radio Classique Alsace : « Accent 4 », The Voice of America (New-York), M6, TV et Radio de Yougoslavie, TV italienne, retransmission en direct du concert donné au « Jerusalem Music Center » sur Voice of Music (Israël).

Guigla Katsarava est professeur de musique à l’École normale de musique de Paris.

## Discographie
- 2000 : récital d’œuvres de Liszt, Mendelssohn, Brahms, Medtner, Scriabine, Rachmaninov, Chopin chez Numérisson.
- 2003 :
  - œuvres de Claude Pascal. Sonate pour violon et piano (avec Gérard Poulet). Chez Polymnie. 4 étoiles dans Le Monde de la Musique et 3 cœurs dans Classica-Répertoire
  - récital d’œuvres de Rachmaninov, Scriabine, Prokofiev, Chopin chez Numérisson.
- 2009 : ...Et de l'aube émerge...,  Scriabine,  Szymanowski,  Zaborov chez Polymnie[3],[4],[5].